# 新幹線運賃差額返還訴訟
新幹線運賃差額返還訴訟（しんかんせんうんちんさがくへんかんそしょう）は、日本国有鉄道（国鉄）時代の東海道新幹線の運賃をめぐり、算定方法が不公正であるとして、1975年（昭和50年）に利用者の一人が差額の返還を求めた民事訴訟である。

## 概要
東海道新幹線の運賃は1964年の開業以来、新幹線の各区間に対応する在来線（東海道本線）の距離（営業キロ）を使用して計算をおこなっている。これは東海道新幹線がもともと東海道本線の輸送力を増強するための線路増設計画として始まったことに由来し、また乗車券の取扱事務を簡素化する目的もあって導入されたものであった。しかし、高速運行を目的とした新幹線は直線区間が長く、カーブも在来線より半径を大きく取っているため、東京駅と新大阪駅の間では実際の距離は約40キロメートル在来線より短い。
この点に着目した福井県福井市在住のデザイナーを職業とする男性が、自分が1975年2月に大阪駅から東京駅まで新幹線を利用して移動した際の運賃につき、当時の運賃2,810円が実際の距離に基づいて算出した場合には200円安くなるとして、差額の返還を求めて東京簡易裁判所に提訴した。この当時の国有鉄道運賃法の第三条第二項には、「鉄道の普通旅客運賃は、営業キロの区間別に定めるものとし、その額は、各区間の中央の営業キロについて前項の賃率によって計算した額とする」と定めており、在来線の距離を元に運賃を算出したのは不当で、実際の距離に基づいて算出すべきであると主張した。この提訴は1975年3月10日におこなわれた。これは山陽新幹線の岡山駅・博多駅間が開業した日に当たり、種村直樹は、同じ日に提訴することで世間へのアピールを図ったものであろうと記している。

## 裁判の経過
提訴は東京簡裁だったが、重大な影響を持つ事案として東京地方裁判所の単独部、さらには合議部へと管轄が移された。
裁判で国鉄側は以下のように反論した。
- 営業キロの決め方は国鉄の裁量である。
- 在来線と新幹線は高度の代替性があり、総合一体の施設である。
- 運賃を別立てとすると、乗車券の発売業務や変更手続きが複雑になり、人的・物的な費用がかさむ。

裁判長は判決の影響が過大であることを理由に、原告に和解も勧めたが、応じなかったとされる。原告が返還額よりもはるかに高額な費用を払って訴訟を起こしたのは、もとより差額の返還が主目的ではなく、新幹線の運賃制度の「不公正」を世間に訴え、司法によって是正を促す判断を求めることを目指していた。
1978年11月30日、東京地方裁判所は原告の訴えを認めて200円の返還を国鉄に命じる判決を下した。判決の中で東京地方裁判所は「新幹線は在来線とは完全に独立した輸送体系を持つものであるから、在来線のキロ数をもとに運賃を決めたことは国有鉄道運賃法に違反する」とした。
国鉄は一審判決を不服として東京高等裁判所に控訴した。東京高等裁判所は、1982年7月14日の判決で「新幹線は在来線の増設線で両者は一体である」「在来線の営業キロで新幹線の運賃を決めているのは国鉄の裁量範囲内」として国鉄側の主張を全面的に認め、一審の判決を取り消す逆転判決を下した。原告側は最高裁判所に上告したが、1986年3月28日に最高裁判所はこれを棄却し、原告敗訴が確定した。

## 国有鉄道運賃法の改正
国鉄側は一審の審理中に敗訴の可能性が高いことを察知し、国有鉄道運賃法の改正を働きかけ、判決に約1か月先立つ1978年10月に国会で改正が成立し、11月1日より施行された。この改正では、第七条の二として以下の条文が追加された。
| 「 | （営業キロ） 営業キロは、運輸省令で定めるところにより、営業線の線路又は航路（以下「線路等」という。）における隣接する駅の区間ごとに、その距離を基礎として日本国有鉄道が定めるキロ数による。ただし、既設の線路等に最近し、又は並行して新設され、又は増設された線路等における隣接する駅の区間については、当該既設の線路等において相当する駅の区間がある場合には、その相当する駅の区間の距離を基礎として日本国有鉄道が運輸大臣の承認を受けて定めるキロ数によることができる。 | 」 |

これにより、敗訴はしてもその影響は事後には及ばないこととなった。
当時の『国鉄監修 交通公社の時刻表』（『JTB時刻表』の前身）では提訴半年後の1975年10月号より「キロ数は運賃計算のために定めたものである」旨の注記を追加していた。その後、この法改正から半年が経過した1979年5月号より、それまでの「キロ数」という表現を「営業キロ」に改めた。
国鉄分割民営化に伴い国有鉄道運賃法は廃止されたが、以後のJR各社においても国鉄時代に建設された新幹線の運賃はこの距離算定方法に基づいている。一方、並行在来線をJRから経営分離して開業した整備新幹線では、並行在来線がJRに残った区間を除き実際の距離に基づいて運賃を算定している。